# Stroudia areatoides
Stroudia areatoides är en stekelart som beskrevs av Gusenleitner 2002. Stroudia areatoides ingår i släktet Stroudia och familjen Eumenidae. Inga underarter finns listade i Catalogue of Life.